# Hans Vanaken
Hans Vanaken (sinh ngày 24 tháng 8 năm 1992) là một cầu thủ bóng đá chuyên nghiệp người Bỉ hiện thi đấu ở vị trí tiền vệ cho câu lạc bộ Belgian First Division A Club Brugge và đội tuyển quốc gia Bỉ

## Thống kê sự nghiệp

### Câu lạc bộ
Tính đến ngày 13 tháng 11 năm 2022
| Club          | Season       | League                   | League | League | Belgian Cup | Belgian Cup | Europe | Europe | Other | Other | Total | Total |
| Club          | Season       | Division                 | Apps   | Goals  | Apps        | Goals       | Apps   | Goals  | Apps  | Goals | Apps  | Goals |
| ------------- | ------------ | ------------------------ | ------ | ------ | ----------- | ----------- | ------ | ------ | ----- | ----- | ----- | ----- |
| Lommel United | 2010–11      | Belgian Second Division  | 16     | 1      | 0           | 0           | –      | –      | –     | –     | 16    | 1     |
| Lommel United | 2011–12      | Belgian Second Division  | 32     | 10     | 2           | 0           | –      | –      | –     | –     | 34    | 10    |
| Lommel United | 2012–13      | Belgian Second Division  | 32     | 10     | 0           | 0           | –      | –      | –     | –     | 32    | 10    |
| Lommel United | Total        | Total                    | 80     | 21     | 2           | 0           | –      | –      | –     | –     | 82    | 21    |
| Lokeren       | 2013–14      | Belgian Pro League       | 39     | 11     | 6           | 1           | –      | –      | –     | –     | 45    | 12    |
| Lokeren       | 2014–15      | Belgian Pro League       | 37     | 8      | 3           | 0           | 6      | 2      | 1     | 0     | 47    | 10    |
| Lokeren       | Total        | Total                    | 76     | 19     | 9           | 1           | 6      | 2      | 1     | 0     | 92    | 22    |
| Club Brugge   | 2015–16      | Belgian Pro League       | 36     | 10     | 6           | 2           | 8      | 0      | 1     | 0     | 51    | 12    |
| Club Brugge   | 2016–17      | Belgian First Division A | 39     | 9      | 2           | 1           | 6      | 0      | 1     | 0     | 48    | 10    |
| Club Brugge   | 2017–18      | Belgian First Division A | 39     | 11     | 5           | 3           | 4      | 0      | 0     | 0     | 48    | 14    |
| Club Brugge   | 2018–19      | Belgian First Division A | 40     | 14     | 1           | 0           | 8      | 2      | 1     | 1     | 50    | 17    |
| Club Brugge   | 2019–20      | Belgian First Division A | 29     | 13     | 6           | 0           | 12     | 4      | –     | –     | 47    | 17    |
| Club Brugge   | 2020–21      | Belgian First Division A | 36     | 11     | 3           | 2           | 6      | 3      | –     | –     | 45    | 16    |
| Club Brugge   | 2021–22      | Belgian First Division A | 39     | 11     | 5           | 1           | 6      | 3      | 0     | 0     | 50    | 15    |
| Club Brugge   | 2022–23      | Belgian First Division A | 17     | 5      | 1           | 0           | 6      | 0      | 1     | 0     | 25    | 5     |
| Club Brugge   | Total        | Total                    | 275    | 84     | 29          | 9           | 56     | 12     | 4     | 1     | 364   | 106   |
| Career total  | Career total | Career total             | 431    | 124    | 40          | 10          | 62     | 14     | 5     | 1     | 538   | 149   |

1. ↑  Appearance(s) in UEFA Europa League
2. 1 2 3 4 5  Appearance in Belgian Super Cup
3. ↑  Four appearances in UEFA Champions League, four appearances in UEFA Europa League
4. 1 2 3 4 5  Appearance(s) in UEFA Champions League
5. ↑  Two appearances in UEFA Champions League, two appearances in UEFA Europa League
6. ↑  Ten appearances and four goals in UEFA Champions League, two appearances in UEFA Europa League

### Quốc tế
Tính đến ngày 18 tháng 11 năm 2022
| Đội tuyển quốc gia | Năm  | Trận | Bàn |
| ------------------ | ---- | ---- | --- |
| Bỉ                 | 2018 | 2    | 0   |
| Bỉ                 | 2019 | 2    | 0   |
| Bỉ                 | 2020 | 4    | 0   |
| Bỉ                 | 2021 | 9    | 3   |
| Bỉ                 | 2022 | 6    | 2   |
| Tổng               | Tổng | 23   | 5   |

Tính đến ngày 29 tháng 3 năm 2022
Bàn thắng và kết quả của Bỉ được để trước.
| # | Ngày                | Địa điểm                                           | Số trận | Đối thủ          | Bàn thắng | Kết quả | Giải đấu                 |
| - | ------------------- | -------------------------------------------------- | ------- | ---------------- | --------- | ------- | ------------------------ |
| 1 | 30 tháng 3 năm 2021 | Den Dreef, Leuven, Bỉ                              | 9       | Belarus          | 2–0       | 8–0     | Vòng loại World Cup 2022 |
| 2 | 30 tháng 3 năm 2021 | Den Dreef, Leuven, Bỉ                              | 9       | Belarus          | 8–0       | 8–0     | Vòng loại World Cup 2022 |
| 3 | 2 tháng 9 năm 2021  | A. Le Coq Arena, Tallinn, Estonia                  | 12      | Estonia          | 1–1       | 5–2     | Vòng loại World Cup 2022 |
| 4 | 26 tháng 3 năm 2022 | Sân vận động Aviva, Dublin, Ireland                | 18      | Cộng hòa Ireland | 2–1       | 2–2     | Giao hữu                 |
| 5 | 29 tháng 3 năm 2022 | Sân vận động Constant Vanden Stock, Anderlecht, Bỉ | 19      | Burkina Faso     | 1–0       | 3–0     | Giao hữu                 |